# Rozrusznik silnika spalinowego

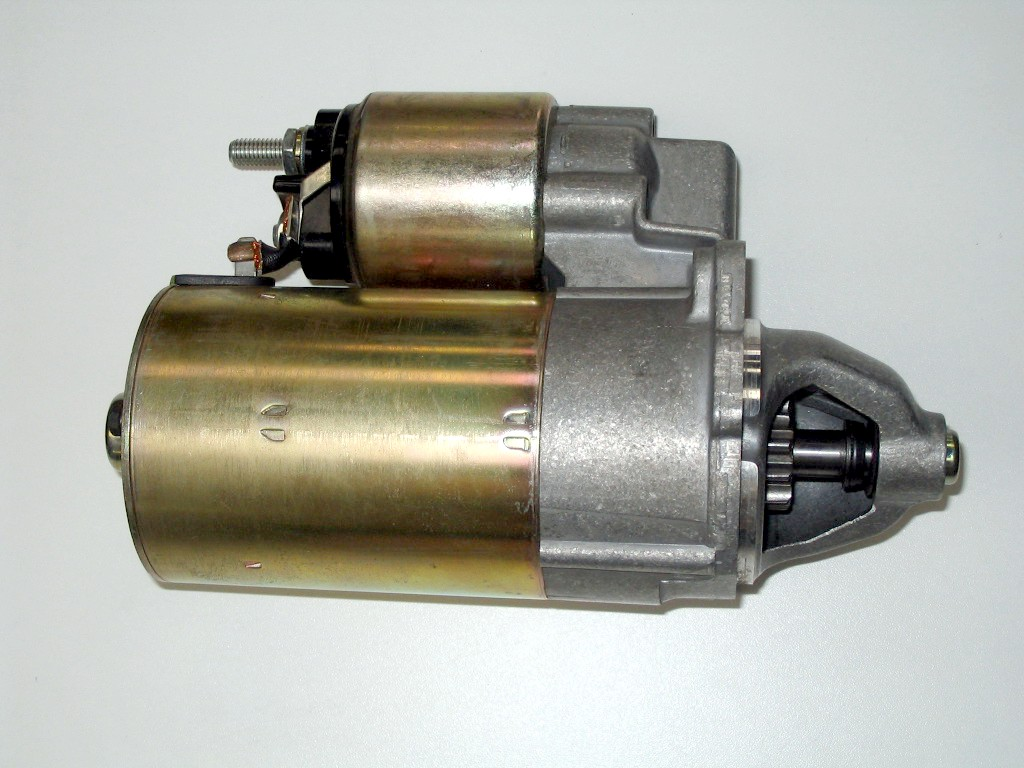
Rozrusznik silnika samochodowego

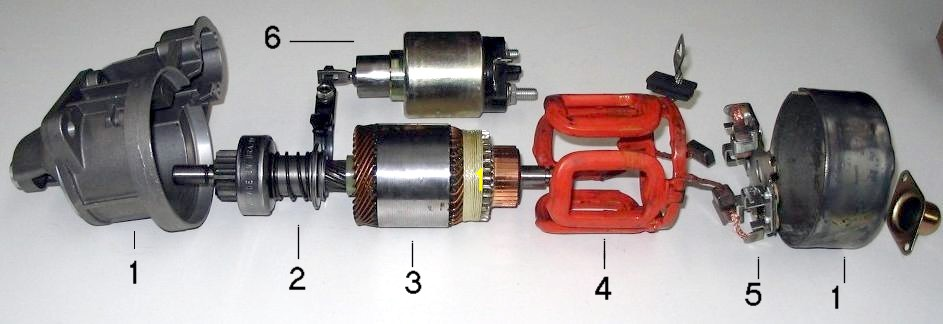
Elementy typowego rozrusznika:
1. Część obudowy,
2. Mechanizm sprzęgający (bendiks),
3. Wirnik,
4. Cewki stojana,
5. Szczotkotrzymacz,
6. Elektromagnes załączający wraz z cięgłem widełek.

Rozrusznik – urządzenie do uruchamiania silnika spalinowego. Najczęściej stosowanymi są rozruszniki elektryczne, choć spotyka się też pneumatyczne, jak i małe silniki spalinowe.
Rozrusznik elektryczny to silnik prądu stałego, który służy do obracania wału korbowego silnika i nadawania mu odpowiedniej prędkości obrotowej, przy której silnik może rozpocząć samodzielną pracę.
Rozrusznik elektryczny silnika spalinowego jest odbiornikiem pobierającym najwięcej energii elektrycznej z akumulatora, lecz tylko w krótkich okresach podczas uruchamiania silnika. Pobór prądu w chwili uruchamiania silnika w samochodach osobowych wynosi 200-600 A. W zależności od rodzaju pojazdu moc rozrusznika wynosi 0,4-10 kW.
Aby rozrusznik spełniał swe zadania, musi pokonać opory, na które składają się:
- sprężanie czynnika roboczego w cylindrach,
- zasysanie mieszanki paliwowej (lub powietrza),
- tarcie tłoków o powierzchnie cylindrów,
- tarcie w łożyskach wału silnika,
- opory związane z pracą mechanizmów pomocniczych.

Na czas rozruchu wirnik rozrusznika zostaje sprzęgnięty z kołem zamachowym silnika za pomocą przekładni zębatej. Rozrusznik powinien zapewnić minimalną prędkość obrotową silnika, przy której może on rozpocząć samodzielną pracę. Prędkość rozruchowa silnika wynosi 40-100 obr./min w przypadku czterosuwowych silników z zapłonem iskrowym, a 100-200 obr./min w silnikach z zapłonem samoczynnym.

## Budowa i zasada działania rozrusznika elektrycznego
Rozrusznik to szeregowy lub szeregowo-bocznikowy silnik elektryczny, wyposażony w mechanizm sprzęgający zwany bendiksem. Podstawowe części składowe rozrusznika elektrycznego to: uzwojenie wzbudzenia, wirnik z uzwojeniami i komutatorem, szczotki komutatora, urządzenie załączające i sprzęgające. Uzwojenie wzbudzenia jest połączone szeregowo z uzwojeniem wirnika stąd nazwa silnik szeregowy. Spotyka się także rozruszniki z uzwojeniami tylko w wirniku, a bez uzwojeń wzbudzenia w stojanie - pole magnetyczne wytwarzają silne magnesy trwałe. Jednakże w przypadku rozruszników, które są silnikami elektrycznymi większej mocy dominuje rozwiązanie, w którym pole magnetyczne wytwarzane jest przez elektromagnes (wzbudzenie w stojanie). Magnesy trwałe (silniki obcowzbudne) stosowane są przede wszystkim w silnikach o niewielkich (ułamkowych) mocach wykorzystywanych w pojazdach do napędu wycieraczek lub pomp spryskiwaczy szyb.
Ponieważ rozrusznik pobiera duży prąd (do 600 A), uzwojenia wirnika wykonuje się z grubego drutu lub płaskownika miedzianego. Końce uzwojeń są przylutowane do segmentów komutatora. 
Urządzenie sprzęgające służy do sprzęgania rozrusznika z kołem zamachowym silnika w celu wprawienia w ruch obrotowy wału korbowego. Elementem sprzęgającym jest zębnik osadzony na wałku wirnika, zazębiany z wieńcem zębatym koła zamachowego silnika. Mechanizm sprzęgający osadzony jest na wirniku poprzez gwint o dużym skoku (bendiks), gwint ten sprawia, że przenoszenie momentu obrotowego z rozrusznika na sprzęg, przesuwa sprzęg w stronę zębnika, a przenoszenie w drugą stronę wycofuje sprzęg. Zębnik łącznika jest osadzony na sprzęgniku poprzez sprzęgło wałkowe jednokierunkowe (identyczne jak wolnobieg w rowerze) zabezpieczające rozrusznik przed napędzaniem go przez silnik gdy uzyska obroty większe niż obroty rozrusznika. W celu ułatwienia zazębiania mechanizm sprzęgający jest przesuwany w stronę zębnika poprzez widełki przez elektromagnes, co sprawia, że rozrusznik jest zazębiany z kołem zamachowym zanim wirnik zacznie się obracać.

### Dynamostarter
Szczególnym rodzajem rozrusznika elektrycznego stosowanym w pojazdach jest dynamostarter umieszczany bezpośrednio na wale silnika spalinowego. Dynamostarter jest wielobiegunowym silnikiem szeregowo-bocznikowym łączącym funkcje prądnicy i rozrusznika. W trybie pracy prądnicowej jako wzbudzenie wykorzystywane jest uzwojenie bocznikowe, przy czym nabiegunniki nieczynnego w tym trybie uzwojenia szeregowego pełnią rolę biegunów biernych, w trybie pracy rozrusznika czynne są oba uzwojenia stojana.
Dynamostarter bywa nazywany też prądnicorozrusznikiem, prądorozrusznikiem i dynastarterem. Takie rozwiązanie jest stosowane w lokomotywach spalinowych z przekładnią elektryczną, gdzie z wałem korbowym jest bezpośrednio połączona prądnica główna, która spełnia funkcję rozrusznika, co ma miejsce w większości lokomotyw spalinowych z przekładnią elektryczną prądu stałego. Gdy silnik spalinowy lokomotywy napędza trójfazową prądnicę prądu przemiennego do rozruchu stosuje się osobny rozrusznik, który w czasie pracy silnika spalinowego pełni rolę prądnicy pomocniczej. Takie rozwiązanie zastosowano w lokomotywie serii SP47. Zastosowano prądnicę - rozrusznik na napięcie akumulatorów 110 V o mocy 80 kW do rozruchu silnika o mocy 3000 KM. 